# Comuna de Repki
Repki (polaco: Gmina Repki) é uma gminy (comuna) na Polónia, na voivodia de Mazóvia e no condado de Sokołowski. A sede do condado é a cidade de Repki.
De acordo com os censos de 2004, a comuna tem 5881 habitantes, com uma densidade 34,8 hab/km².

## Área
Estende-se por uma área de 168,79 km², incluindo:
- área agricola: 80%
- área florestal: 15%

## Demografia
Dados de 30 de Junho 2004:
|                      | Total   | Total | Mulheres | Mulheres | Homens  | Homens |
| -------------------- | ------- | ----- | -------- | -------- | ------- | ------ |
|                      | pessoas | %     | pessoas  | %        | pessoas | %      |
| População            | 5881    | 100   | 2931     | 49,8     | 2950    | 50,2   |
| Densidade (pop./km²) | 34,8    | 100   | 17,4     | 17,4     | 17,5    | 17,5   |

De acordo com dados de 2002, o rendimento médio per capita ascendia a 1270,57 zł.

## Subdivisões
- Baczki, Bohy, Borychów, Czaple-Andrelewicze, Czaple-Kolonia, Gałki, Jasień, Józin, Kamianka, Kanabród, Karskie, Kobylany Górne, Kobylany-Skorupki, Liszki, Mołomotki, Mołomotki-Dwór, Ostrowiec, Ostrówek, Remiszew Duży, Remiszew Mały, Repki, Rogów, Rudniki, Sawice-Bronisze, Sawice-Dwór, Sawice-Wieś, Skorupki, Skrzeszew, Skrzeszew E, Skwierczyn-Dwór, Skwierczyn-Wieś, Smuniew, Szkopy, Wasilew Skrzeszewski, Wasilew Szlachecki, Wierzbice Górne, Wyrozęby-Konaty, Wyrozęby-Podawce, Włodki, Zawady, Żółkwy.

## Comunas vizinhas
- Bielany, Drohiczyn, Jabłonna Lacka, Korczew, Paprotnia, Sabnie, Sokołów Podlaski